# Ansambel Slavček
Narodnozabavni ansambel Slavček, s sedežem v Jurki vasi pri Straži, je v stari zasedbi nastal leta 1980 in v novi leta 1990. Ustanovitelj ansambla je bil Ivan Šiška.

### Stara zasedba
Stara zasedba je bil instrumentalni kvartet s pevcem in pevko (6 članov). Posneli so tri kasete, trikrat se udeležili števerjanskega festivala in devetkrat ptujskega (srebrni in zlati Orfej). Osvojili so tudi zlatega petelina za najboljšo izglasovano skladbo Poet ljubezni Slavček v Nedeljskem dnevniku. Poleg tega je njihova velika uspešnica tudi pesem Tisoč poljubov, ki je že ponarodela. Udeležili so se številnih nastopov v Kanadi, Ameriki, Franciji, Švedski in ostalih evropskih krajih.

### Nova zasedba
V novi zasedbi je ansambel posnel tri kasete in zgoščenko. Udeležil se je številnih koncertov in nastopov na lokalnih radijskih in televizijskih postajah ter na nacionalnemu radiu in televiziji s koncerti iz naših krajev in razvedrilnih oddajah (Po domače, Vsakdanjik in praznik,...).
Ansambel se v novi zasedbi načeloma ne udeležuje posebnih tekmovanj, saj se z glasbo po njihovem mnenju ne more tekmovati, pravijo pač, da je glasba umetnost in ne šport. Občinstvu pa se ansambli lahko predstavijo na veliko drugih načinov in če jih občinstvo sprejme z navdušenjem, je to največji uspeh. Poleg tega je za njih tudi zelo pomembno, da v studiu izdelajo dobre posnetke, ki morajo imeti vsaj kanček izvirnosti ter to, da se naredi tudi kakšna uspešnica, ki je največja reklama ansambla. Tak primer je skladba Veseli podgur'c, katero sicer glede na zvrst imenujejo recitalna ali kar rec polka.
Novi posnetki so v preteklosti nastajali v studiu Helidon in v studiu Zlati zvoki  Arhivirano 2007-09-30 na Wayback Machine., zadnjih dvanajst pa je bilo posnetih v studiu Metulj v Novem mestu z aranžmaji Marjana Turka in tonskim tehnikom Markom Pezdircem. Za avtorje teksta so zaprosili veliko različnih odličnih pesnikov kot so Ivan Sivec, Fanika Požek, Vera Šolinc, Jože Grgovič,...
Pesmi opevajo predvsem dolenjsko pokrajino s krajinskimi značilnosti, vezanostjo na dom in življenjem ljudi, tu pri njih. V nekateri skladbah se pojavi tudi ljubezenska tematika. Za založbo poskrbi založba Zlati zvoki.
V novi zasedbi je imel ansambel tudi veliko nastopov v tujini, še posebno pa se lahko pohvalijo, da so že šestkrat obiskali mesto Langehagen, ki je pobrateno mesto Novega mesta. Drugače pa se udeležujejo vseh vrst prireditev in zabav, kjer je potrebno poskrbeti za dobro vzdušje in veselo rajanje z vsemi zvrstmi glasbe.
Ansambel sestavlja pet članov, doma iz okolice Novega mesta, ki sestavljajo narodni trio z dvema pevcema. Ker imajo fantovski sestav in diatonično harmoniko, gojijo zvrst štiriglasnega petja po vzoru Ansambla Lojzeta Slaka in fantov s Praprotna.
V zabavnem delu izvajanja pa v živo igrajo na solo, ritem in bas kitaro, s podlago klaviatur. Poleg žive narodnozabavne in zabavne glasbe pa dajejo velik poudarek na vodenju prireditev in show programu, kar je danes velikega pomena za dobro izpeljavo vseh vrst prireditev in zabav. 

### Člani
- Stane Šiška - diatonična harmonika, klaviature, vokalist
- Zvone Udovč – vokalist (drugi bas), povezovalec
- Toni Cesar – vokalist (drugi tenor) bas kitara in solo kitara, povezovalec programa
- Janez Šiška – vokalist (prvi tenor) in ritem kitara
- Robert Kerin - vokalist (prvi bas), klavirska harmonika, bas kitara